# ويب في تي تي
ويب في تي تي (بالإنجليزية: WebVTT)‏ هو نوع من ملفات رابطة الشبكة العالمية لعرضِ النصوص في <مسار> إتش تي إم إل 5.
كُتبت المسودة الأولى من هذا الملف من قِبل شركة دابليو آيتش إيه تي دابليو جي (بالإنجليزية: WHATWG)‏ في عام 2010 وذلك خلال مناقشات عدّة من أجل تطوير إتش تي إم إل 5 التي بدأت تحظى بشعبية كبيرة حينَها. تُقرر في النّهاية اعتماد معيار ويب إس آر تي (بالإنجليزية: WebSRT)‏ وهي اختصار لعبارة التي تعني ترجمة مسارات الموارد على الويب.

## الاختلافات الرئيسية مع إس آر تي
- يعتمدُ ويب في تي تي على صيغة التحويل الموحد-8 وكذا علامة ترتيب البايتات
- هناكَ كسور في العلامة الزمنية من خِلال نقطة النهاية بدلا من الفاصلة
- العلامة الزمنية تبقى اختيارية
- مسموح بإضافة البيانات الوصفية
- إس آر تي يدعمُ صيغة التحويل الموحد-8 وفقط
- توضعُ صفحات الطرز المتراصة في ملف منفصل وكذا بوسمٍ مختلف.[7]

## التوافق
| المتصفح                   | المواقع | عدد الكلمات | التصميم |
| ------------------------- | ------- | ----------- | ------- |
| فايرفوكس                  | 31+     | 31+         | -       |
| كروم                      | 35+     | 35+         | 35+     |
| سفاري                     | 7+      | 7+          | 7+      |
| أوبرا                     | 22+     | 22+         | 22+     |
| مايكروسوفت                | -       | 12+         | -       |
| إنترنت إكسبلورر           | -       | 10+         | -       |
| سفاري                     | 8+      | 8+          | 8+      |
| متصفح أندرويد             | 5.0+    | 5.0+        | 5.0+    |
| كروم للأندرويد            | 35+     | 35+         | 35+     |
| فيرفكس للأندرويد          | 32+     | 32+         | -       |
| إنترنت إكسبولرر في الهاتف | -       | 10+         | -       |

يدعمُ فايروفكس بشكلٍ عام ملفات الويب في تي تي لكنّه غير مفعل افتراضيا وبالتالي يجبُ تفعيله يدويًا. أمّا موقع يوتيوب فقد بدأَ دعم ملفات الفي تي تي –لوضعِ ترجمة داخلَ الفيديوهات– في نيسان/أبريل 2013. اعتبارًا من 24 يوليو 2014؛ باتَ موزيلا فايروفكس يدعمُ وبشكل افتراضي قراءة ملفات الويب في تي تي.

## مثال
```
WEBVTT Kind: captions; Language: ar

00:09.000 --> 00:11.000
<v Roger Bingham> نحنُ في مدينة تونس العاصمة حاليًا

00:11.000 --> 00:13.000
<v Roger Bingham>بالتحديد في مقهى شعبي داخلَ وسطَ المدينة

00:13.000 --> 00:16.000
<v Roger Bingham>يجبُ عليكَ المرور من زُحمة سير حتّى تصل لي

00:16.000 --> 00:18.000
<v Roger Bingham>هناك زحمة سير بسبب أنّ اليوم عطلة والكل في راحة

00:18.000 --> 00:20.000
<v Roger Bingham> لكنك طبعًا ستصلُ لي حتّى ولو حضرتَ متأخرًا

00:20.000 --> 00:22.000
<v Roger Bingham>عُمومًا أنا لا زلت في انتظارك هنا في هذا المقهى

```

## ميزات غير معتمدة
في يونيو/حزيران 2013؛ تم إضافة ميزات أخرى شملت منطقة الإعداد لكنّها لم تُعتمد بعد.